# Pietro da Pavia
Pietro da Pavia (... – 1189) fu vescovo eletto di Meaux (1171-1175), cardinale presbitero di San Crisogono (1173-1179) e infine cardinale vescovo di Frascati (nel maggio 1179).
Era anche legato pontificio, insieme a Henri de Marsiac, nel sud della Francia contro i catari e valdesi nel periodo 1174-1178. Partecipò al Concilio Lateranense III nel 1179, quindi fu inviato di nuovo come rappresentante papale nel meridione francese e in Germania. Sottoscrisse le bolle papali emesse tra il 14 ottobre 1173 e il 14 luglio 1182. Nel 1180 fu eletto arcivescovo di Bourges, ma sembra che non abbia preso possesso della sede.